# Am Klondike

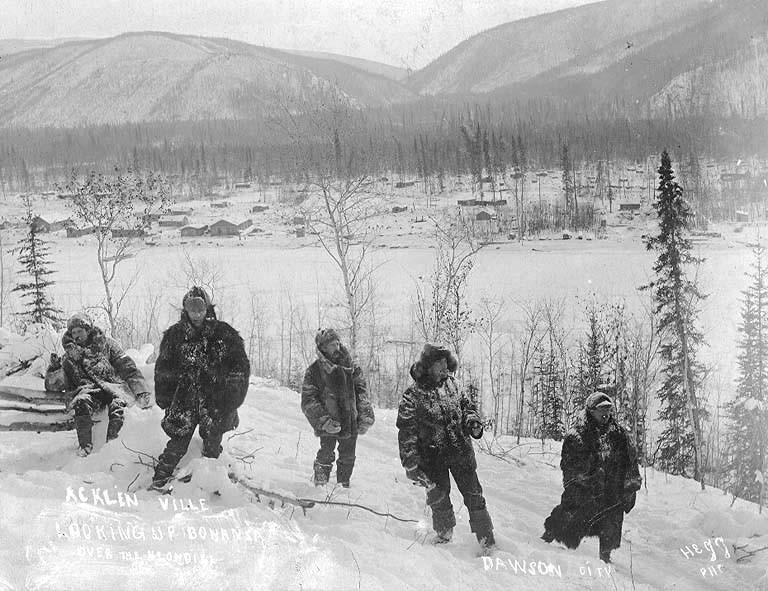
Der Klondike River im Winter 1899

Das Lucky-Luke-Album Am Klondike (Originaltitel: Le Klondike) persifliert den Goldrausch am Klondike, der 1896 im heutigen Territorium Yukon und in Alaska ausbrach. Der von Morris gezeichnete und von Yann und Jean Léturgie getextete Band wurde 1996, also genau hundert Jahre nach dem Goldrausch, erstmals veröffentlicht.
Der Band ist voller Anspielungen auf ältere Geschichten und Klischees über den großen Goldrausch. So haben Soapy Smith, Jack London und Charlie Chaplin Auftritte im Band.

## Handlung

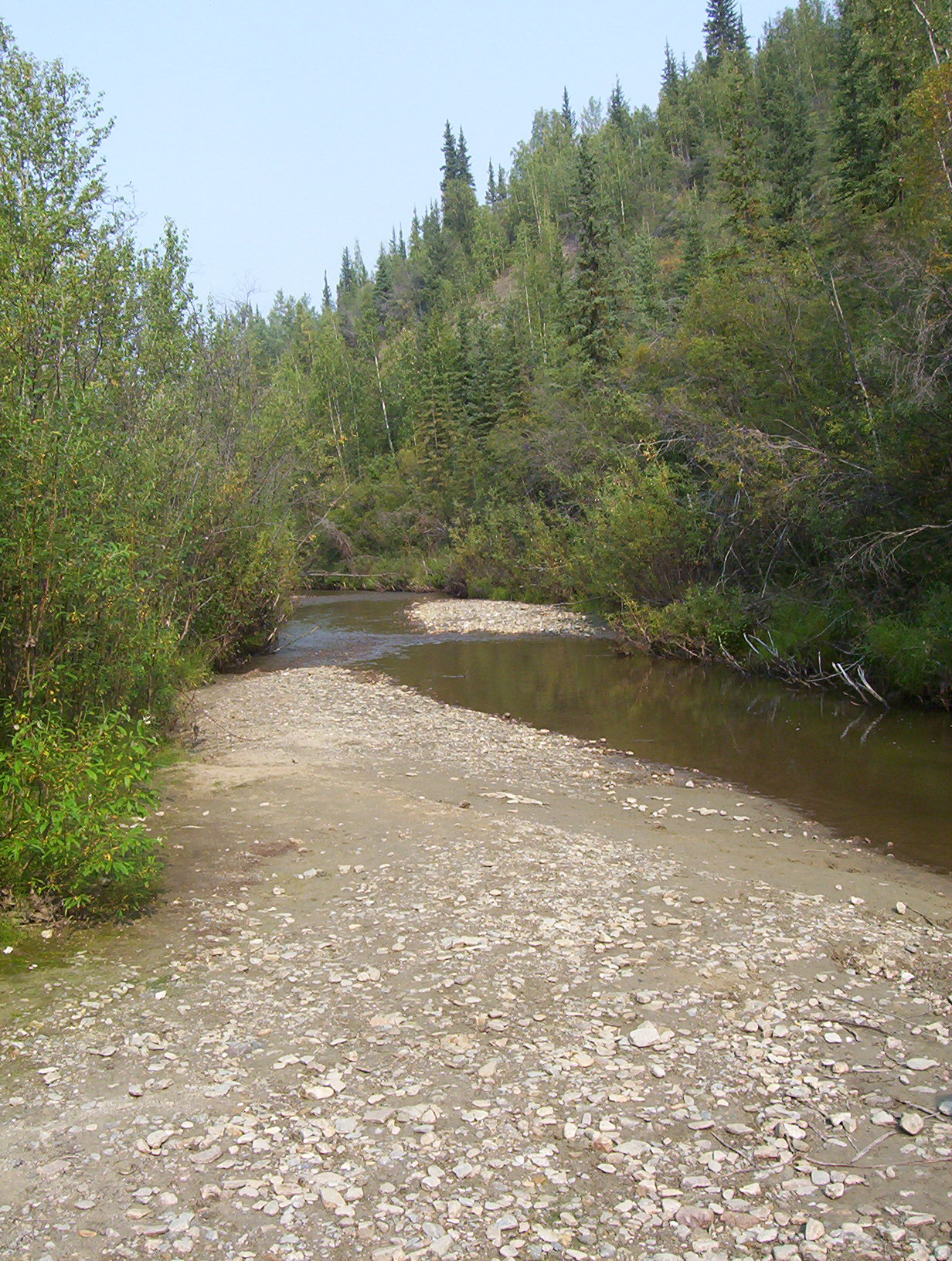
Der sogenannte „Discovery Claim“ am Bonanza Creek. Hier soll der Goldrausch seinen Anfang genommen haben

Die Geschichte beginnt mit der Erzählung, wie George Washington Carmack als Erster am Klondike Gold findet und dadurch der große Goldrausch ausgelöst wird. Tausende schiffen sich nach Alaska ein, in der Hoffnung, reich zu werden. Die Reise dorthin ist gefahrvoll und anstrengend, und wenige werden wirklich fündig. Jasper (siehe Das Greenhorn) telegrafiert an seinen Freund Waldo, dass er reich geworden sei. Der Telegraph von Soapy Smith ist allerdings mit niemandem verbunden, nur er selbst profitiert so von den Meldungen der Schürfer.

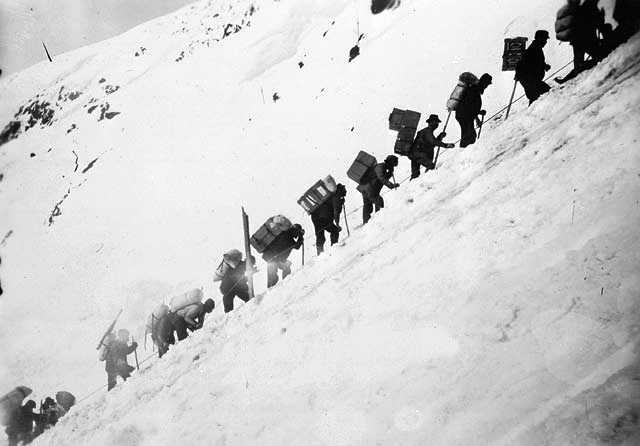
Aufstieg auf den Chilcoot-Pass

Nur wenig später findet sich Waldo zusammen mit Lucky Luke in Dyea ein, denn Waldo macht sich Sorgen um seinen Freund. Als sie sich nach einem Transportmittel nach Dawson erkundigen, treffen sie erstmals auf den Mounty, der sie über die schwierige Reise an den Klondike aufklärt und ihnen deutlich macht, dass sie diese am besten gar nicht antreten sollen. Nachdem Jolly Jumper die Ausrüstung für die Reise gekauft hat, machen sie sich an den steilen Anstieg zum Chilkoot Pass. Durch die lange Schlange an Goldsuchern, die den Pass zu Fuß erklimmen, lassen sich Waldo und Luke nicht beeindrucken und reiten hinauf. Waldo verliert dabei sein Pferd, aber für Jolly ist der Aufstieg kein Problem. Oben angekommen, stellen sie fest, dass sich der Schriftsteller Jack London an ihre Fersen geheftet hat. Am Lagerfeuer erklärt dieser, dass er jetzt zurückkehren könne, denn den Rest der Geschichte werde er erfinden.
Nachts geraten sie in einen Schneesturm und suchen daher in einer Hütte Unterschlupf. Luke findet im Kochtopf einen noch nicht gegessenen Schuh. Kurz darauf retten sie den Mounty vor Wölfen, dieser zeigt sich aber höchst undankbar. Danach bauen sie, wie es üblich war, Flöße, um den Yukon hinunter nach Dawson zu schippern. Dabei überwinden sie auch die gefährlichen Five Fingers.

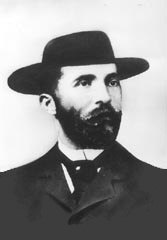
Soapy Smith

In Dawson vertreiben sich die Goldsucher die Zeit damit, Mattie Silks mit Gold aufzuwiegen. Jeder legt reihum Gold auf die Waage, bis diese umschlägt, doch das passiert nie, erst später wird klar, dass die Waage manipuliert ist. Auch Jolly Jumper sorgt für einiges Aufsehen, kam doch bisher nie ein Pferd lebend in Dawson an. Von Soapy Smith erfahren Waldo und Luke, dass Jasper einen Claim hatte eintragen lassen. Dort finden sie ihn aber nicht und auch kein Gold. Als Soapys erster Anschlag auf Luke schiefgeht, stellt er ihm eine Falle, sodass alle Luke für einen Dieb halten und hängen wollen. Als er sein eigenes Grab schaufeln soll, findet er darin Gold (eigentlich nur einen Goldzahn), worauf ein Tumult entsteht, der ihm die Flucht ermöglicht.
Lucky Luke verkleidet sich als alter Goldsucher und kehrt in die Stadt zurück – angeblich steinreich. Als Soapys Bande ihm den Goldsack klaut, hat sie allerdings nicht damit gerechnet, dass darin ein Stinktier versteckt ist. So ist es einfach, die Gauner wiederzufinden. Daraufhin schlagen sie Smith mit seinem eigenen falschen Telegrafen, weil plötzlich jemand antwortet und sich Smith selbst verplappert. Unerwartet taucht Mattie Silks auf und beschuldigt Smith, Jasper umgebracht zu haben. Luke hatte ihr aber nicht von Jasper erzählt, sodass jetzt herauskommt, dass sie diesen gefangen hält, um von ihm die Lage seiner Goldmine zu erpressen. Da ihr nun der Galgen droht, entscheidet sie sich stattdessen, Jasper zu heiraten, um sein Geheimnis zu erfahren. Nach der Zeremonie rastet sie ziemlich aus, als Jasper ihr eröffnet, dass er das Gold auf ihrem Claim gefunden hat.

## Anspielungen und Bezüge zur Realität
Die Geschichte Am Klondike basiert auf diversen realen oder älteren fiktiven Erzählungen. Die Autoren haben sich bemüht, das Szenario authentisch darzustellen.
- Die ganze Geschichte handelt im Winter. Die klimatischen Bedingungen im äußersten Nordwesten des heutigen Kanadas sind ausgesprochen anspruchsvoll und die Temperaturen im Winter tief unter Null. Außer zu Beginn trägt Lucky Luke daher auch nicht sein gewohntes Cowboy-Outfit, sondern eine Winterjacke.
- George Carmack galt lange Zeit als erster, der in Alaska Gold fand. Wahrscheinlich war es zwar sein Schwager Skookum Jim, aber für Abenteuergeschichten ist das unerheblich.
- Jack London hat einige Jahre in der Nähe von Dawson gelebt. Seine Hütte ist noch heute dort zu besichtigen. In den autobiografischen Geschichten aus Alaska-Kid erzählt er unter anderem von der beschwerlichen Reise über den Chilcoot und an den „Five Fingers“ vorbei nach Dawson. Weitere Kapitel in diesem Buch sind allerdings eher romanartig geschrieben.

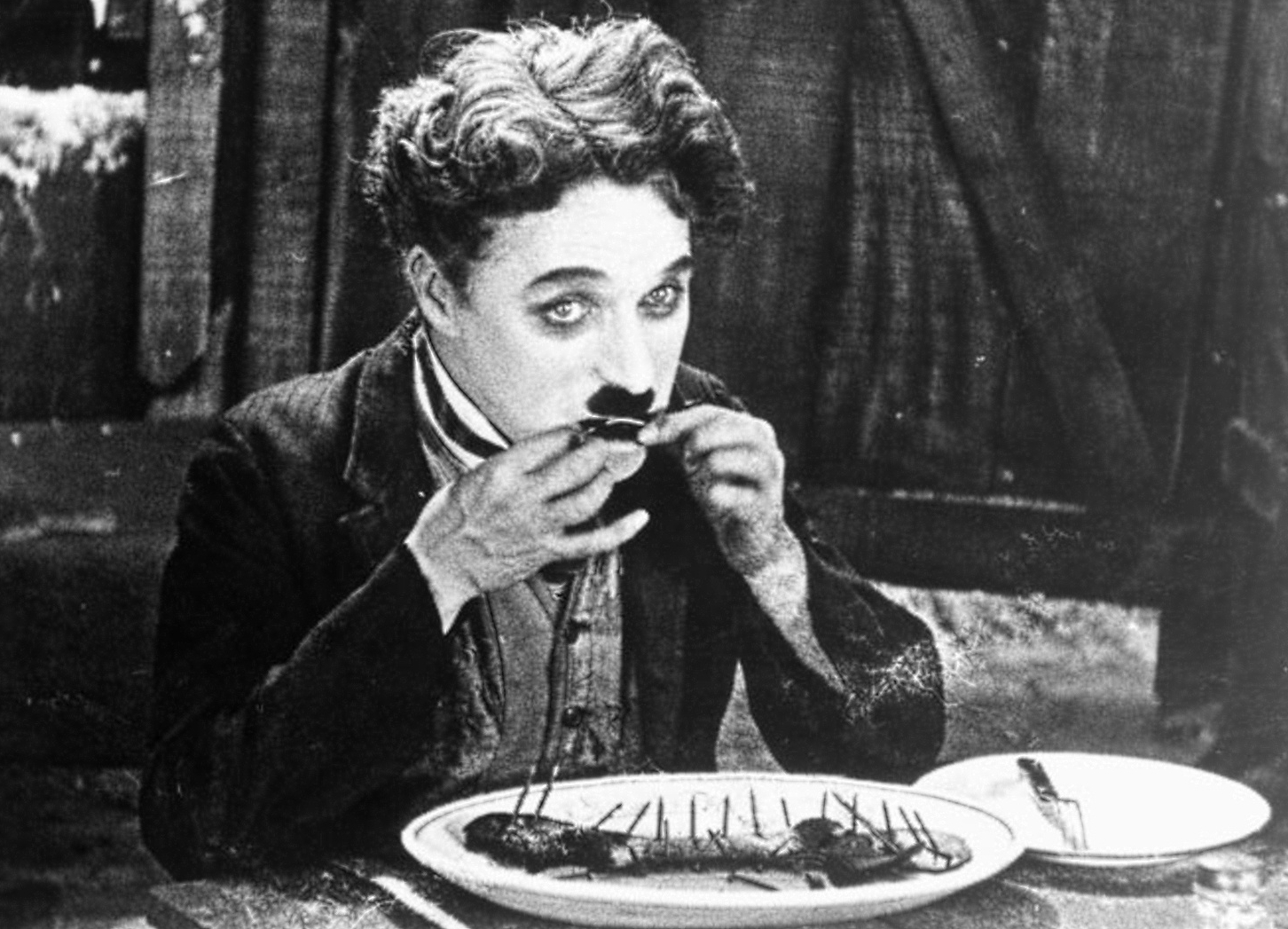
Bekannte Szene aus Charlie Chaplins Film Goldrausch: Der Protagonist beim Verzehr eines Schuhs

- Charlie Chaplins Komödie Goldrausch kommt zu Ehren, als Luke in einer verlassenen Hütte einen Schuh in einem Kochtopf findet und lapidar bemerkt, dass die Bewohner fortgegangen sind, ohne die Mahlzeit zu beenden. Später in Dawson ist auf einem Bild die Figur von Chaplins Tramp zu sehen.
- Den Gauner Soapy Smith gab es tatsächlich. Er wurde unter anderem berühmt-berüchtigt durch seinen Telegrafen, der mit niemandem verbunden war.

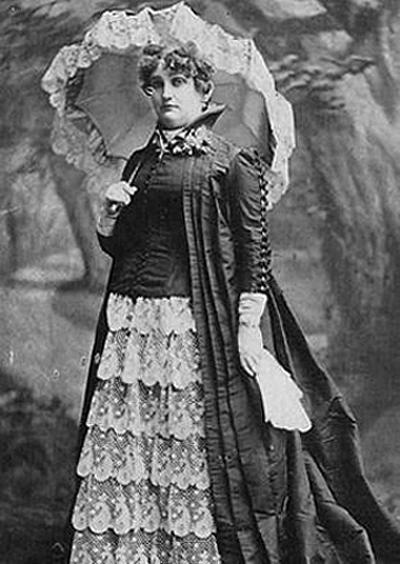
Mattie Silks

- Mattie Silks (1846–1929) war eine bekannte Prostituierte und wurde durch den Betrieb diverser Bordelle in Goldgräberstädten des Westens bekannt und reich.